# خیاره

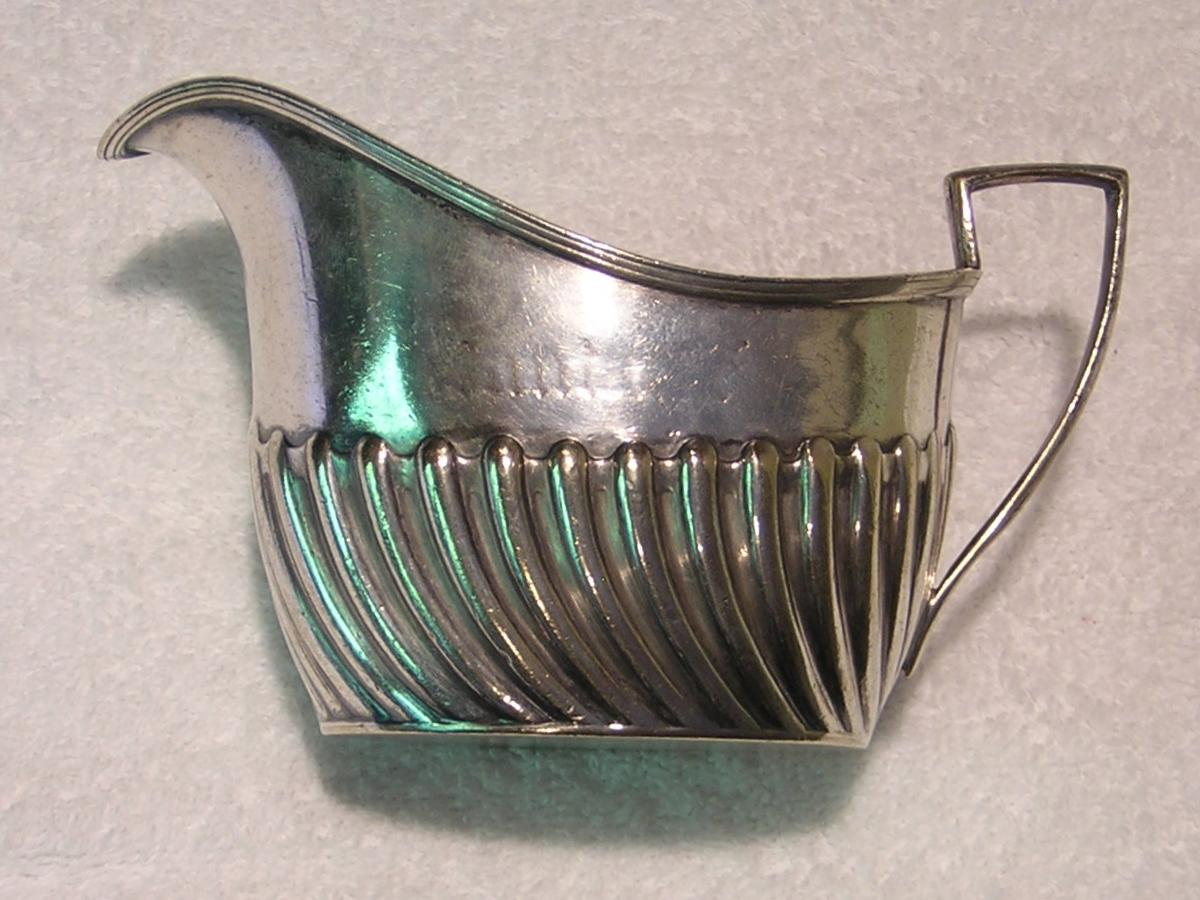
خامه‌دان با خیاره‌پردازی در نیمه پایینی‌اش.

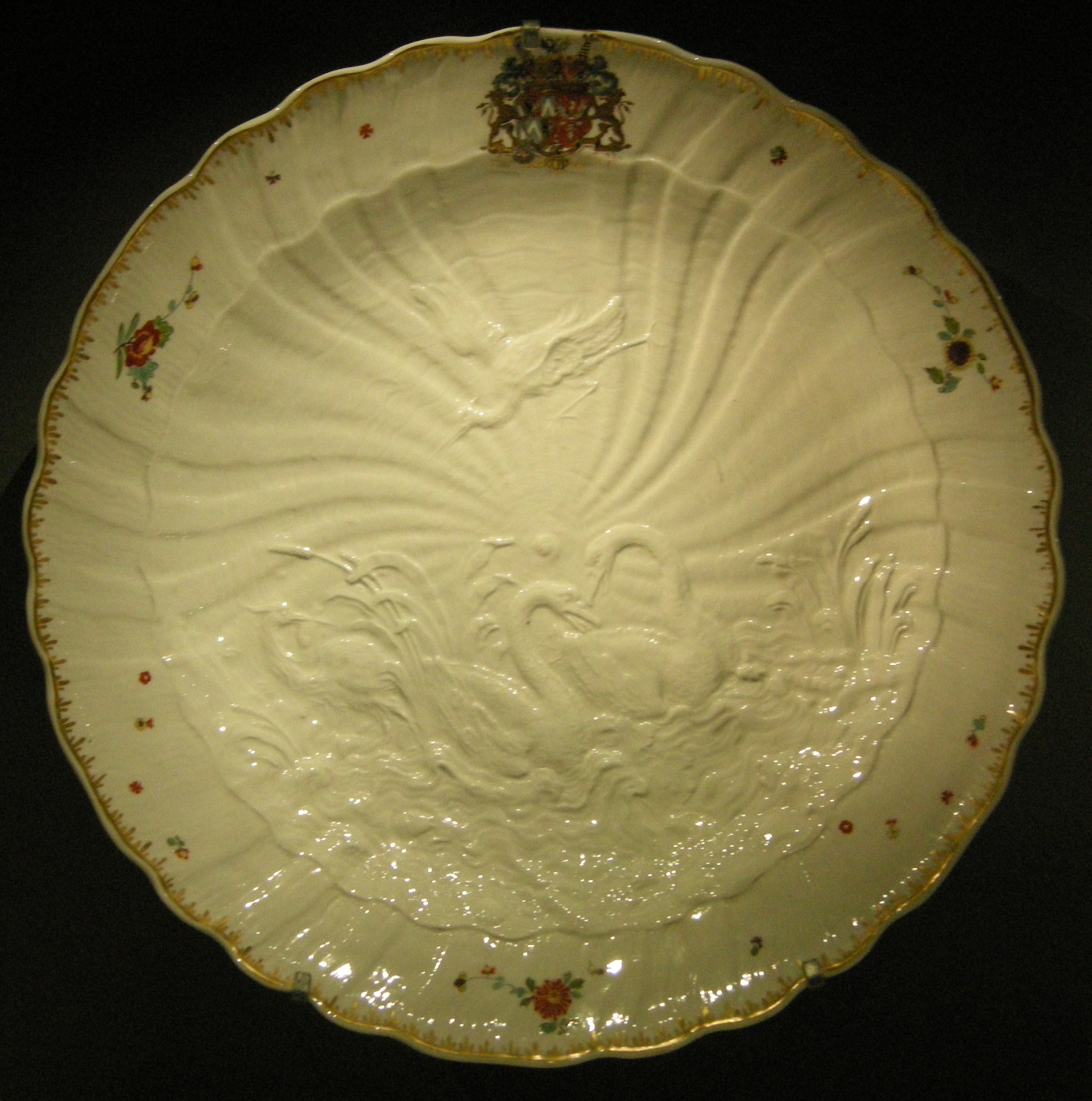
خیاره‌کاری در سبک روکوکو بر روی بشقابی از سرویس قو، حدود سال ۱۷۳۶.

خیاره گونه‌ای از تزئین دندانه‌دار در معماری یا اشیاء و ظروف است.
خیاره‌ها، کنگره‌های پیرامون لبه‌های گنبدها، شیارهای دندانه‌ای روی ستون‌ها یا دندانه‌های زینتی لب ظرف‌ها هستند. 
خیاره‌بندی با ایجاد بخش‌های یک‌درمیان کوژ و کاو در لبه و کنارهٔ شیء تزئین‌شونده به‌وجود می‌آید.
در معماری ایرانی نمونه‌های زیادی از خیاره‌ها دیده می‌شود. برای نمونه در بقعه شیخ صفی‌الدّین اردبیلی، تاق شاه‌نشین در مقابل آرامگاه شیخ صفی به طاقی کوچکتر که تزیینات خیاره‌ای دارد و از شیوه‌های معمول در بناهای سده‌های هشتم تا دهم بوده، ختم می‌شود.
کاربرد خیاره در هنر رنسانس ایتالیایی نیز بسیار زیاد بود.